# Edmund Schmidt
Edmund Schmidt (* 8. října 1943 Czermna) je bývalý český fotbalista, útočník, reprezentant Československa.

## Fotbalová kariéra
Začínal v Jiskře Hronov, jako dorostenec hrál za Náchod a Spartak Hradec Králové. Po vojně v Dukle Tachov se vrátil do Hradce Králové, za který nastoupil celkem v 257 utkáních a dal 61 gólů. Za československou reprezentaci odehrál v roce 1966 dvě utkání. V československé lize nastoupil v 77 utkáních a dal 20 gólů.

## Ligová bilance
| Ročník                                   | Zápasy | Góly | Klub                   |
| ---------------------------------------- | ------ | ---- | ---------------------- |
| 1. československá fotbalová liga 1961/62 | 9      | 1    | Spartak Hradec Králové |
| 1. československá fotbalová liga 1965/66 | 17     | 4    | Spartak Hradec Králové |
| 1. československá fotbalová liga 1966/67 | 22     | 7    | Spartak Hradec Králové |
| 2. československá fotbalová liga 1968/69 | -      | -    | Spartak Hradec Králové |
| 2. československá fotbalová liga 1971/72 | 27     | 7    | Spartak Hradec Králové |
| 1. československá fotbalová liga 1972/73 | 2      | 1    | Spartak Hradec Králové |
| 2. československá fotbalová liga 1973/74 | -      | -    | Spartak Hradec Králové |
| 2. československá fotbalová liga 1974/75 | -      | -    | Spartak Hradec Králové |
| CELKEM 1. liga                           | 77     | 20   |                        |